# Puchar Kontynentalny w skokach narciarskich 2006/2007
Puchar Kontynentalny w skokach narciarskich 2006/2007 według planów miał się rozpocząć 2 grudnia 2006 roku w Harrachovie, jednak z powodu wysokich temperatur i braku śniegu rozpoczął się 12 grudnia 2006 roku w Rovaniemi, a zakończył się zgodnie z planem 18 marca 2007 w Zakopanem.

## Kalendarz i wyniki
| Lp  | Data             | Miejscowość   | Skocznia                 | HS    | Uwagi | 1. miejsce          | 2. miejsce              | 3. miejsce                     |
| --- | ---------------- | ------------- | ------------------------ | ----- | ----- | ------------------- | ----------------------- | ------------------------------ |
|     | 2 grudnia 2006   | Harrachov     | Čerťák HS142             | HS142 | [ 1 ] | odwołany            | odwołany                | odwołany                       |
|     | 3 grudnia 2006   | Harrachov     | Čerťák HS142             | HS142 | [ 1 ] | odwołany            | odwołany                | odwołany                       |
| 1.  | 12 grudnia 2006  | Rovaniemi     | Ounasvaara               | HS100 | –     | Arthur Pauli        | Rafał Śliż              | Mario Innauer Tom Hilde        |
| 2.  | 14 grudnia 2006  | Rovaniemi     | Ounasvaara               | HS100 | –     | Harri Olli          | Rafał Śliż              | Henning Stensrud               |
| 3.  | 15 grudnia 2006  | Rovaniemi     | Ounasvaara               | HS100 | –     | Kenshirō Itō        | Harri Olli              | Arthur Pauli                   |
| 4.  | 16 grudnia 2006  | Rovaniemi     | Ounasvaara               | HS100 | -     | Jussi Hautamäki     | Kenshirō Itō            | Mario Innauer                  |
|     | 26 grudnia 2006  | Sankt Moritz  | Olympiaschanze           | HS137 | [ 2 ] | odwołany            | odwołany                | odwołany                       |
| 5.  | 27 grudnia 2006  | Engelberg     | Gross-Titlis-Schanze     | HS137 | –     | Andreas Widhölzl    | Manuel Fettner          | Mario Innauer                  |
| 6.  | 28 grudnia 2006  | Engelberg     | Gross-Titlis-Schanze     | HS137 | –     | Morten Solem        | Mathias Hafele          | Kamil Stoch                    |
| 7.  | 6 stycznia 2007  | Planica       | Srednija Velikanka       | HS100 | –     | Rok Urbanc          | Ondřej Vaculík          | Morten Solem                   |
| 8.  | 7 stycznia 2007  | Planica       | Srednija Velikanka       | HS100 | –     | Rok Urbanc          | Taku Takeuchi           | Peter Žonta                    |
| 9.  | 12 stycznia 2007 | Sapporo       | Miyanomori               | HS100 | –     | Wojciech Skupień    | Daniel Lackner          | Fumihisa Yumoto                |
| 10. | 13 stycznia 2007 | Sapporo       | Ōkurayama                | HS134 | –     | Bastian Kaltenböck  | Jan Mazoch Morten Solem | –                              |
| 11. | 14 stycznia 2007 | Sapporo       | Ōkurayama                | HS134 | –     | Akira Higashi       | Morten Solem            | Bastian Kaltenböck             |
|     | 20 stycznia 2007 | Braunlage     | Wurmbergschanze          | HS100 | [ 1 ] | odwołany            | odwołany                | odwołany                       |
|     | 21 stycznia 2007 | Braunlage     | Wurmbergschanze          | HS100 | [ 1 ] | odwołany            | odwołany                | odwołany                       |
|     | 27 stycznia 2007 | Bischofshofen | im. Paula Ausserleitnera | HS140 | [ 1 ] | odwołany            | odwołany                | odwołany                       |
|     | 28 stycznia 2007 | Bischofshofen | im. Paula Ausserleitnera | HS140 | [ 1 ] | odwołany            | odwołany                | odwołany                       |
| 12. | 3 lutego 2007    | Pragelato     | Trampolino a Monte       | HS140 | –     | Daniel Lackner      | Balthasar Schneider     | Andrea Morassi                 |
| 13. | 4 lutego 2007    | Pragelato     | Trampolino a Monte       | HS140 | –     | Andrea Morassi      | Johan Erikson           | Balthasar Schneider            |
| 14. | 10 lutego 2007   | Westby        | Snowflake                | HS117 | –     | Primož Roglič       | Johan Erikson           | Robert Hrgota                  |
| 15. | 11 lutego 2007   | Westby        | Snowflake                | HS117 | –     | Balthasar Schneider | Primož Roglič           | Erik Simon                     |
| 16. | 18 lutego 2007   | Iron Mountain | Pine Mountain            | HS133 | –     | Isak Grimholm       | Stefan Kaiser           | Balthasar Schneider            |
| 17. | 18 lutego 2007   | Iron Mountain | Pine Mountain            | HS133 | [ 3 ] | Balthasar Schneider | Isak Grimholm           | Roland Müller                  |
| 18. | 24 lutego 2007   | Oberhof       | Rennsteigschanze         | HS96  | –     | Julian Musiol       | Arthur Pauli            | Morten Solem Jewgienij Plechow |
| 19. | 25 lutego 2007   | Oberhof       | Rennsteigschanze         | HS96  | –     | Lukáš Hlava         | Thomas Lobben           | Stefan Thurnbichler            |
| 20. | 3 marca 2007     | Trondheim     | Granåsen                 | HS131 | –     | Stefan Thurnbichler | Arthur Pauli            | Morten Solem                   |
| 21. | 4 marca 2007     | Trondheim     | Granåsen                 | HS131 | –     | Arthur Pauli        | Morten Solem            | Roland Müller                  |
| 22. | 10 marca 2007    | Vikersund     | Vikersundbakken          | HS100 | –     | Peter Žonta         | Stefan Thurnbichler     | Stefan Kaiser                  |
| 23. | 11 marca 2007    | Vikersund     | Vikersundbakken          | HS100 | –     | Robert Mateja       | Peter Žonta             | Lars Bystøl                    |
|     | 17 marca 2007    | Zakopane      | Wielka Krokiew           | HS134 | [ 2 ] | odwołany            | odwołany                | odwołany                       |
| 24. | 18 marca 2007    | Zakopane      | Wielka Krokiew           | HS134 | –     | Bastian Kaltenböck  | Johan Remen Evensen     | Erik Simon                     |

## Statystyki indywidualne
| Markus Eggenhofer | –   | –   | –   | –  | –   | –   | –   | –   | –   | –   | –   | –   | –   | 25 | 27 | 13 | 24  | –   | –  | –   | –   | –  | –  | 12 |
| David Fallmann | –   | –   | –   | –  | –   | –   | 48  | 45  | –   | –   | –   | –   | –   | –  | –  | –  | –   | –   | –  | –   | –   | –  | –  | –  |
| Manuel Fettner | –   | –   | –   | –  | 2   | 5   | –   | –   | –   | –   | –   | 9   | 9   | 5  | 5  | 10 | 21  | 13  | 39 | –   | –   | 24 | 26 | 57 |
| Mathias Hafele | –   | –   | –   | –  | 7   | 2   | 21  | 41  | 18  | 25  | 30  | –   | –   | –  | –  | –  | –   | 18  | 35 | –   | –   | 19 | 39 | 48 |
| Mario Innauer | 3   | 41  | 4   | 3  | 3   | 6   | –   | –   | –   | –   | –   | –   | –   | –  | –  | –  | –   | –   | –  | –   | –   | –  | –  | –  |
| Stefan Kaiser | 7   | 41  | 26  | 56 | –   | –   | 37  | 26  | –   | –   | –   | 21  | 14  | 13 | 17 | 2  | 4   | 38  | 10 | 18  | 8   | 3  | 6  | 51 |
| Bastian Kaltenböck | 17  | 40  | 13  | 22 | 33  | 32  | –   | –   | 8   | 1   | 3   | 4   | 5   | –  | –  | –  | –   | –   | –  | 14  | 21  | 12 | 14 | 1  |
| Daniel Lackner | 50  | 15  | 23  | 18 | –   | –   | 13  | 22  | 2   | 19  | 10  | 1   | 8   | 22 | 33 | 23 | 12  | –   | –  | 6   | 42  | 15 | 17 | 60 |
| Florian Liegl | –   | –   | –   | –  | –   | 11  | –   | –   | –   | –   | –   | 26  | 20  | 17 | 22 | 5  | 6   | –   | –  | 34  | 20  | –  | –  | –  |
| Roland Müller | 50  | 13  | 14  | 27 | –   | –   | dsq | 5   | 14  | 20  | 16  | 19  | 4   | 9  | 9  | 6  | 3   | 5   | 24 | 8   | 3   | 5  | 5  | –  |
| Arthur Pauli | 1   | 4   | 3   | 25 | 5   | 39  | –   | –   | –   | –   | –   | –   | –   | –  | –  | –  | –   | 2   | 33 | 2   | 1   | –  | –  | –  |
| Balthasar Schneider | 12  | 10  | 25  | 7  | 20  | 17  | –   | –   | –   | –   | –   | 2   | 3   | 4  | 1  | 3  | 1   | 9   | 21 | 4   | 4   | –  | –  | –  |
| Stefan Thurnbichler | 19  | 7   | 5   | 28 | 48  | 7   | –   | –   | –   | –   | –   | 7   | 10  | 11 | 15 | 7  | 7   | 11  | 3  | 1   | 6   | 2  | 4  | 9  |
| David Unterberger | –   | –   | –   | –  | –   | –   | 43  | 40  | –   | –   | –   | –   | –   | –  | –  | –  | –   | –   | –  | –   | –   | –  | –  | –  |
| Gerald Wambacher | –   | –   | –   | –  | –   | –   | 56  | 65  | –   | –   | –   | –   | –   | –  | –  | –  | –   | 30  | 45 | –   | –   | 29 | 18 | 23 |
| Andreas Widhölzl | –   | –   | –   | –  | 1   | –   | –   | –   | –   | –   | –   | –   | –   | –  | –  | –  | –   | –   | –  | –   | –   | –  | –  | –  |
| Białoruś |     |     |     |    |     |     |     |     |     |     |     |     |     |    |    |    |     |     |    |     |     |    |    |    |
| Piotr Czaadajew | dsq | dsq | 50  | 36 | –   | –   | –   | –   | –   | –   | –   | –   | –   | –  | –  | –  | –   | –   | –  | –   | –   | –  | –  | –  |
| Czechy |     |     |     |    |     |     |     |     |     |     |     |     |     |    |    |    |     |     |    |     |     |    |    |    |
| Martin Cikl | –   | –   | –   | –  | 22  | 14  | 7   | 7   | 16  | 31  | 13  | 25  | 11  | 18 | 16 | 31 | 14  | 16  | 25 | 37  | 33  | 15 | 34 | 36 |
| Michal Doležal | –   | –   | –   | –  | –   | –   | –   | –   | –   | –   | –   | –   | –   | –  | –  | –  | –   | 46  | 38 | 48  | 49  | –  | –  | –  |
| Lukáš Hlava | 59  | 31  | 41  | 24 | 44  | 47  | –   | –   | –   | –   | –   | 14  | 17  | 14 | 7  | 20 | 9   | 25  | 1  | 31  | 17  | –  | –  | –  |
| Lukáš Kuban | 43  | 65  | 58  | 66 | –   | –   | 55  | 51  | –   | –   | –   | –   | –   | 32 | 30 | 25 | 34  | –   | –  | 42  | 35  | –  | –  | –  |
| Jan Mazoch | 33  | 57  | 15  | 16 | 36  | 12  | 9   | 5   | 16  | 2   | 22  | –   | –   | –  | –  | –  | –   | –   | –  | –   | –   | –  | –  | –  |
| Jiří Mazoch | –   | –   | –   | –  | –   | –   | –   | –   | –   | –   | –   | 45  | 49  | –  | –  | –  | –   | –   | –  | –   | –   | –  | –  | –  |
| Vlastibor Sedlák | –   | –   | –   | –  | –   | –   | –   | –   | –   | –   | –   | 40  | 44  | –  | –  | –  | –   | 43  | 50 | –   | –   | 26 | 42 | 10 |
| František Vaculík | 35  | 61  | 37  | 31 | –   | –   | –   | –   | –   | –   | –   | –   | –   | –  | –  | –  | –   | –   | –  | –   | –   | 36 | 27 | 42 |
| Ondřej Vaculík | –   | –   | –   | –  | 18  | 4   | 2   | 4   | 27  | 22  | 29  | –   | –   | –  | –  | –  | –   | –   | –  | –   | –   | 21 | 39 | 19 |
| Estonia |     |     |     |    |     |     |     |     |     |     |     |     |     |    |    |    |     |     |    |     |     |    |    |    |
| Kristjan Eljand | –   | –   | –   | –  | –   | –   | –   | –   | –   | –   | –   | 47  | 50  | –  | –  | –  | –   | –   | –  | –   | –   | 50 | 51 | 59 |
| Jaan Jüris | –   | –   | –   | –  | –   | –   | –   | –   | –   | –   | –   | –   | –   | –  | –  | –  | –   | –   | -  | –   | –   | 49 | 49 | 40 |
| Illimar Pärn | 67  | 47  | 65  | 58 | –   | –   | –   | –   | –   | –   | –   | dsq | 47  | –  | –  | –  | –   | –   | –  | 45  | 45  | –  | –  | –  |
| Mats Piho | dsq | 70  | 69  | 71 | –   | –   | –   | –   | –   | –   | –   | 43  | 48  | –  | –  | –  | –   | –   | –  | 49  | 51  | –  | –  | –  |
| Jens Salumäe | 73  | 70  | 37  | 39 | –   | –   | –   | –   | –   | –   | –   | –   | –   | –  | –  | –  | –   | –   | –  | –   | –   | –  | –  | –  |
| Finlandia |     |     |     |    |     |     |     |     |     |     |     |     |     |    |    |    |     |     |    |     |     |    |    |    |
| Lauri Hakola | 14  | 6   | 10  | 17 | 29  | 20  | 32  | 12  | 24  | 9   | 14  | –   | –   | –  | –  | –  | –   | –   | –  | –   | –   | 13 | 36 | –  |
| Jussi Hautamäki | 15  | 34  | 21  | 1  | –   | –   | –   | –   | –   | –   | –   | –   | –   | –  | –  | –  | –   | 21  | 18 | –   | –   | 10 | 23 | –  |
| Joonas Ikonen | 6   | 26  | 30  | 53 | –   | –   | –   | –   | –   | –   | –   | –   | –   | –  | –  | –  | –   | –   | –  | –   | –   | –  | –  | –  |
| Risto Jussilainen | 5   | 14  | 9   | 23 | 13  | 29  | 29  | dns | –   | –   | –   | –   | –   | –  | –  | –  | –   | –   | –  | –   | –   | –  | –  | –  |
| Mika Kauhanen | 43  | dsq | –   | –  | –   | –   | 39  | 61  | –   | –   | –   | –   | –   | –  | –  | –  | –   | –   | –  | –   | –   | –  | –  | –  |
| Kalle Keituri | 64  | 28  | –   | –  | 38  | 31  | –   | –   | 6   | 23  | 8   | –   | –   | –  | –  | –  | –   | –   | –  | –   | –   | –  | –  | –  |
| Jere Kykkänen | 68  | 51  | –   | –  | –   | –   | 58  | 67  | –   | –   | –   | –   | –   | –  | –  | –  | –   | 38  | 17 | –   | –   | –  | –  | –  |
| Veli-Matti Lindström | –   | –   | –   | –  | –   | –   | –   | –   | –   | –   | –   | –   | –   | –  | –  | –  | –   | 20  | 5  | 25  | 11  | 7  | 7  | –  |
| Sami Niemi | dsq | 44  | –   | –  | –   | –   | 39  | 37  | –   | –   | –   | –   | –   | –  | –  | –  | –   | 19  | 6  | 8   | 7   | –  | –  | –  |
| Harri Olli | 13  | 1   | 2   | 6  | –   | –   | –   | –   | –   | –   | –   | –   | –   | –  | –  | –  | –   | –   | –  | –   | –   | –  | –  | –  |
| Juha-Matti Ruuskanen | 7   | 31  | 15  | 21 | 51  | 52  | 12  | 8   | 13  | 30  | 43  | –   | –   | –  | –  | –  | –   | –   | –  | –   | –   | –  | –  | –  |
| Pekka Salminen | 40  | 17  | –   | –  | 52  | 59  | –   | –   | –   | –   | –   | –   | –   | –  | –  | –  | –   | –   | –  | –   | –   | –  | –  | –  |
| Kimmo Yliriesto | 50  | 22  | –   | –  | 55  | 57  | –   | –   | –   | –   | –   | –   | –   | –  | –  | –  | –   | 10  | 8  | –   | –   | 23 | 30 | –  |
| Francja |     |     |     |    |     |     |     |     |     |     |     |     |     |    |    |    |     |     |    |     |     |    |    |    |
| Benjamin Bourqui | 30  | 61  | 66  | 46 | 47  | 56  | 31  | 54  | –   | –   | –   | 37  | 36  | –  | –  | –  | –   | –   | –  | –   | –   | –  | –  | –  |
| Emmanuel Chedal | 21  | 37  | 49  | 48 | 74  | 54  | –   | –   | –   | –   | –   | 15  | 7   | –  | –  | 11 | 10  | 17  | 8  | 15  | 13  | –  | –  | –  |
| Damien Maitre | 74  | 58  | 62  | 67 | –   | –   | –   | –   | –   | –   | –   | 46  | 53  | –  | –  | 36 | 35  | 41  | 44 | –   | –   | –  | –  | 44 |
| Nicolas Mayer | –   | –   | –   | –  | 67  | 65  | 51  | 33  | –   | –   | –   | 44  | 23  | –  | –  | –  | –   | –   | –  | –   | –   | –  | –  | –  |
| Yoann Morel | –   | –   | –   | –  | –   | –   | –   | –   | –   | –   | –   | –   | –   | –  | –  | –  | –   | 50  | 52 | –   | –   | –  | –  | –  |
| Pierre Emmanuel Robe | dsq | 72  | 68  | 64 | –   | –   | –   | –   | –   | –   | –   | –   | –   | –  | –  | –  | –   | 52  | 51 | –   | –   | –  | –  | 32 |
| Japonia |     |     |     |    |     |     |     |     |     |     |     |     |     |    |    |    |     |     |    |     |     |    |    |    |
| Tsubasa Chōnan | –   | –   | –   | –  | –   | –   | –   | –   | –   | dsq | 36  | –   | –   | –  | –  | –  | –   | –   | –  | –   | –   | –  | –  | –  |
| Kota Endō | –   | –   | –   | –  | –   | –   | –   | –   | –   | 40  | 28  | –   | –   | –  | –  | –  | –   | –   | –  | –   | –   | –  | –  | –  |
| Shuji Endō | –   | –   | –   | –  | –   | –   | –   | –   | –   | 16  | 31  | –   | –   | –  | –  | –  | –   | –   | –  | –   | –   | –  | –  | –  |
| Yūsuke Endō | –   | –   | –   | –  | –   | –   | –   | –   | –   | 32  | 18  | –   | –   | –  | –  | –  | –   | –   | –  | –   | –   | –  | –  | –  |
| Kazuyoshi Funaki | –   | –   | –   | –  | 68  | 61  | 59  | 51  | –   | –   | –   | –   | –   | –  | –  | –  | –   | –   | –  | –   | –   | –  | –  | –  |
| Yūmu Harada | 27  | 69  | 64  | 68 | –   | –   | –   | –   | –   | 36  | 38  | –   | –   | –  | –  | –  | –   | –   | –  | –   | –   | –  | –  | –  |
| Akira Higashi | –   | –   | –   | –  | –   | –   | –   | –   | –   | 11  | 1   | –   | –   | –  | –  | –  | –   | –   | –  | –   | –   | –  | –  | –  |
| Kenshirō Itō | 38  | 5   | 1   | 2  | –   | –   | –   | –   | 25  | 8   | 5   | –   | –   | –  | –  | –  | –   | –   | –  | –   | –   | –  | –  | –  |
| Yoshihiko Osanai | –   | –   | –   | –  | –   | –   | –   | –   | –   | 13  | 35  | –   | –   | –  | –  | –  | –   | –   | –  | –   | –   | 39 | 20 | 25 |
| Taku Takeuchi | –   | –   | –   | –  | 9   | 23  | 5   | 2   | –   | –   | –   | –   | –   | –  | –  | –  | –   | –   | –  | –   | –   | –  | –  | –  |
| Shōhei Tochimoto | 33  | 8   | 6   | 13 | –   | –   | –   | –   | 5   | 13  | 10  | –   | –   | –  | –  | –  | –   | –   | –  | –   | –   | –  | –  | –  |
| Keita Umezaki | –   | –   | –   | –  | –   | –   | –   | –   | –   | 7   | 4   | –   | –   | –  | –  | –  | –   | –   | –  | –   | –   | 38 | 11 | 54 |
| Hiroki Yamada | –   | –   | –   | –  | –   | –   | –   | –   | 10  | 10  | 21  | –   | –   | –  | –  | –  | –   | –   | –  | –   | –   | –  | –  | –  |
| Kazuya Yoshioka | 7   | dsq | 24  | 28 | –   | –   | –   | –   | –   | –   | –   | –   | –   | –  | –  | –  | –   | –   | –  | –   | –   | –  | –  | –  |
| Fumihisa Yumoto | –   | –   | –   | –  | –   | –   | –   | –   | 3   | 5   | 7   | –   | –   | –  | –  | –  | –   | –   | –  | –   | –   | 8  | 15 | 37 |
| Kanada |     |     |     |    |     |     |     |     |     |     |     |     |     |    |    |    |     |     |    |     |     |    |    |    |
| Gregory Baxter | 31  | 29  | 50  | 43 | –   | –   | –   | –   | 20  | 18  | 20  | –   | –   | –  | –  | –  | –   | –   | –  | –   | –   | –  | –  | –  |
| Mackenzie Boyd-Clowes | 60  | 37  | 61  | 70 | –   | –   | –   | –   | 34  | 37  | 39  | –   | –   | –  | –  | –  | –   | –   | –  | –   | –   | –  | –  | –  |
| Trevor Morrice | 31  | 47  | 54  | 49 | –   | –   | –   | –   | 29  | 38  | 33  | –   | –   | –  | –  | –  | –   | –   | –  | –   | –   | –  | –  | –  |
| Stefan Read | 35  | 43  | 53  | 28 | –   | –   | –   | –   | 22  | 39  | 17  | –   | –   | –  | –  | –  | –   | –   | –  | –   | –   | –  | –  | –  |
| Kazachstan |     |     |     |    |     |     |     |     |     |     |     |     |     |    |    |    |     |     |    |     |     |    |    |    |
| Iwan Karaułow | 46  | 53  | 56  | 65 | –   | 47  | 60  | 50  | dns | –   | –   | –   | –   | –  | –  | –  | –   | –   | –  | –   | –   | –  | –  | –  |
| Nikołaj Karpienko | –   | –   | –   | –  | 24  | –   | –   | –   | –   | –   | –   | –   | –   | –  | –  | –  | –   | –   | –  | –   | –   | –  | –  | –  |
| Aleksiej Korolow | 28  | 63  | 62  | 68 | 76  | 66  | 41  | 43  | dns | –   | –   | –   | –   | –  | –  | –  | –   | –   | –  | –   | –   | –  | –  | 29 |
| Czyngiz Nabijew | –   | –   | –   | –  | –   | –   | –   | –   | –   | –   | –   | –   | –   | –  | –  | –  | –   | –   | –  | –   | –   | –  | –  | 64 |
| Aleksiej Pczelincew | 70  | 74  | 71  | 73 | –   | –   | –   | –   | –   | –   | –   | –   | –   | –  | –  | –  | –   | –   | –  | –   | –   | –  | –  | 63 |
| Asan Tachtachunow | 72  | 55  | 70  | 74 | 60  | 76  | 43  | 61  | dns | –   | –   | –   | –   | –  | –  | –  | –   | –   | –  | –   | –   | –  | –  | –  |
| Radik Żaparow | –   | –   | –   | –  | 26  | –   | –   | –   | dns | –   | –   | –   | –   | –  | –  | –  | –   | –   | –  | –   | –   | –  | –  | –  |
| Korea Południowa |     |     |     |    |     |     |     |     |     |     |     |     |     |    |    |    |     |     |    |     |     |    |    |    |
| Choi Heung-chul | –   | –   | –   | –  | 37  | 46  | –   | –   | –   | –   | –   | –   | –   | –  | –  | –  | –   | –   | –  | –   | –   | –  | –  | –  |
| Choi Yong-jik | -   | –   | –   | –  | 11  | 8   | –   | –   | –   | –   | –   | –   | –   | –  | –  | –  | –   | –   | –  | –   | –   | -  | –  | –  |
| Hyun Hyung-ku | –   | –   | –   | –  | 75  | 77  | –   | –   | 32  | 40  | 37  | –   | –   | –  | –  | –  | –   | –   | –  | –   | –   | –  | –  | –  |
| Kang Chil-ku | –   | –   | –   | –  | –   | –   | –   | –   | 19  | 34  | 19  | –   | –   | –  | –  | –  | –   | –   | –  | –   | –   | –  | –  | –  |
| Kim Hyun-ki | –   | –   | –   | –  | 39  | 53  | –   | –   | 32  | 33  | 34  | –   | –   | –  | –  | –  | –   | –   | –  | –   | –   | –  | –  | –  |
| Niemcy |     |     |     |    |     |     |     |     |     |     |     |     |     |    |    |    |     |     |    |     |     |    |    |    |
| Oliver Alberer | –   | –   | –   | –  | 59  | 32  | 32  | 33  | –   | –   | –   | –   | –   | –  | –  | –  | –   | –   | –  | –   | –   | 28 | 25 | 39 |
| Pascal Bodmer | –   | –   | –   | –  | –   | –   | 38  | 46  | –   | –   | –   | –   | –   | –  | –  | –  | –   | –   | –  | –   | –   | –  | –  | –  |
| Tobias Bogner | –   | –   | –   | –  | –   | –   | –   | 63  | –   | –   | –   | –   | –   | –  | –  | –  | –   | –   | –  | –   | –   | –  | –  | –  |
| Felix Brodauf | –   | –   | –   | –  | –   | –   | –   | –   | –   | –   | –   | 51  | 52  | –  | –  | –  | –   | –   | –  | –   | –   | –  | –  | –  |
| Christian Bruder | 43  | 33  | 47  | 55 | –   | –   | –   | –   | –   | –   | –   | –   | –   | –  | –  | –  | –   | 24  | 39 | –   | –   | –  | –  | –  |
| Nico Faller | 58  | 46  | 42  | 45 | –   | –   | 43  | 38  | –   | –   | –   | –   | –   | –  | –  | –  | –   | –   | –  | –   | –   | 32 | 45 | 8  |
| Christoph Hänel | –   | –   | –   | –  | –   | –   | 63  | –   | –   | –   | –   | –   | –   | –  | –  | –  | –   | –   | –  | –   | –   | –  | –  | 16 |
| Stephan Hocke | –   | –   | –   | –  | 23  | 24  | –   | –   | 7   | 24  | 9   | –   | –   | –  | –  | –  | –   | –   | –  | –   | –   | –  | –  | –  |
| Kevin Horlacher | –   | –   | –   | –  | –   | –   | 20  | 19  | –   | –   | –   | –   | –   | –  | –  | –  | –   | –   | –  | –   | –   | –  | –  | –  |
| Marc Krauspenhaar | 24  | 59  | 59  | 61 | –   | –   | –   | –   | –   | –   | –   | –   | –   | –  | –  | –  | –   | 26  | 18 | –   | –   | 40 | 37 | –  |
| Maximilian Mechler | –   | –   | –   | –  | –   | –   | –   | –   | –   | –   | –   | –   | –   | –  | –  | –  | –   | 38  | 13 | –   | –   | 20 | 44 | 46 |
| Julian Musiol | 41  | 21  | 31  | 36 | 32  | 25  | –   | –   | 15  | 26  | 25  | 31  | 16  | 7  | 10 | 16 | 17  | 1   | 4  | 33  | 9   | 25 | 9  | –  |
| Felix Schoft | –   | –   | –   | –  | 21  | 13  | –   | –   | –   | –   | –   | –   | –   | –  | –  | –  | –   | –   | –  | –   | –   | –  | –  | –  |
| Erik Simon | 56  | 51  | 44  | 53 | –   | –   | –   | –   | –   | –   | –   | 23  | 6   | 12 | 3  | 33 | 13  | 42  | 33 | 28  | 36  | –  | –  | 3  |
| Georg Späth | –   | –   | –   | –  | –   | –   | –   | –   | –   | –   | –   | –   | –   | –  | –  | –  | –   | 14  | 37 | 29  | 5   | –  | –  | –  |
| Christian Ulmer | –   | –   | –   | –  | –   | –   | –   | –   | –   | –   | –   | –   | –   | –  | –  | –  | –   | –   | –  | 11  | 32  | 35 | 39 | –  |
| Benedikt von Ascheraden | –   | –   | –   | –  | –   | –   | –   | –   | –   | –   | –   | –   | –   | –  | –  | –  | –   | 35  | 46 | –   | –   | –  | –  | –  |
| Andreas Wank | 25  | 26  | 26  | 31 | 34  | 54  | 17  | 19  | –   | –   | –   | 20  | 31  | –  | –  | –  | –   | –   | –  | 20  | 38  | –  | –  | –  |
| Andre Wolfram | –   | –   | –   | –  | –   | –   | –   | –   | –   | –   | –   | 50  | 43  | –  | –  | –  | –   | 33  | 27 | –   | –   | –  | –  | 30 |
| Norwegia |     |     |     |    |     |     |     |     |     |     |     |     |     |    |    |    |     |     |    |     |     |    |    |    |
| Jon Aaraas | 11  | 9   | 19  | 8  | –   | –   | –   | –   | –   | –   | –   | –   | –   | 19 | 13 | –  | –   | 14  | 16 | 10  | 24  | –  | –  | –  |
| Fredrik Bjerkeengen | –   | –   | –   | –  | –   | –   | dsq | 74  | –   | –   | –   | –   | –   | –  | –  | –  | –   | –   | –  | dsq | –   | –  | –  | –  |
| Lars Bystøl | –   | –   | –   | –  | –   | –   | –   | –   | –   | –   | –   | –   | –   | –  | –  | –  | –   | –   | –  | 12  | 14  | 4  | 3  | –  |
| Kim René Elverum Sorsell | –   | –   | –   | –  | 54  | 28  | –   | –   | –   | –   | –   | 17  | 39  | –  | –  | –  | –   | –   | –  | 36  | 22  | –  | –  | –  |
| Johan Remen Evensen | –   | –   | –   | –  | –   | –   | –   | –   | –   | –   | –   | –   | –   | –  | –  | –  | –   | –   | –  | –   | –   | –  | –  | 2  |
| Tord Markussen Hammer | –   | –   | –   | –  | –   | –   | 67  | 38  | –   | –   | –   | –   | –   | –  | –  | –  | –   | –   | –  | –   | dsq | –  | –  | –  |
| Håkon Helgesen | –   | –   | –   | –  | –   | –   | –   | –   | –   | –   | –   | –   | –   | –  | –  | –  | –   | 23  | 28 | 16  | 31  | –  | –  | 33 |
| Tom Hilde | 3   | 15  | 20  | 9  | –   | –   | –   | –   | –   | –   | –   | –   | –   | –  | –  | –  | –   | –   | –  | –   | –   | –  | –  | –  |
| Terje Hilde | –   | –   | –   | –  | –   | –   | –   | –   | –   | –   | –   | –   | –   | –  | -  | –  | –   | –   | –  | –   | –   | –  | –  | 28 |
| Tommy Ingebrigtsen | 22  | 20  | 44  | 36 | –   | –   | –   | –   | 28  | 35  | 26  | –   | –   | –  | –  | –  | –   | –   | –  | 27  | 41  | –  | –  | –  |
| Eirik Kjelstrup | –   | –   | –   | –  | 41  | 27  | –   | –   | –   | –   | –   | 17  | 34  | 16 | 11 | 24 | 29  | –   | –  | 47  | 33  | –  | –  | –  |
| Thomas Lobben | 60  | 50  | 18  | 9  | 8   | 40  | 47  | 13  | 4   | 4   | 6   | 12  | 15  | –  | –  | –  | –   | 8   | 2  | 19  | 19  | 32 | 11 | –  |
| Erik Renmælmo | –   | –   | –   | –  | –   | –   | -   | –   | –   | –   | –   | –   | 27  | 20 | 28 | 28 | –   | –   | –  | –   | –   | –  | –  | –  |
| Bjørn Einar Romøren | –   | –   | –   | –  | –   | –   | –   | –   | –   | –   | –   | –   | –   | –  | –  | –  | –   | –   | –  | 17  | 30  | 48 | 34 | –  |
| Atle Pedersen Rønsen | –   | –   | –   | –  | 50  | 43  | 61  | 59  | –   | –   | –   | –   | –   | –  | –  | –  | –   | –   | –  | –   | –   | –  | –  | 20 |
| Morten Solem | 38  | 27  | 7   | 11 | 16  | 1   | 3   | 15  | 9   | 2   | 2   | –   | –   | –  | –  | –  | –   | 3   | 7  | 3   | 2   | –  | –  | 15 |
| Henning Stensrud | 10  | 3   | dsq | 4  | 28  | 9   | 10  | 11  | –   | –   | –   | –   | –   | –  | –  | –  | –   | 11  | 21 | 23  | 12  | 6  | 13 | –  |
| Andreas Stjernen | –   | –   | –   | –  | –   | –   | –   | –   | –   | –   | –   | 42  | 33  | –  | –  | –  | –   | –   | –  | 30  | 37  | –  | –  | –  |
| Vegard Swensen | –   | –   | –   | –  | –   | –   | –   | –   | –   | –   | –   | dsq | dsq | –  | –  | –  | –   | 45  | 42 | 26  | 29  | 30 | 22 | 31 |
| Andreas Vilberg | –   | –   | –   | –  | 42  | 34  | 43  | 24  | 21  | 15  | 12  | 29  | 38  | 8  | 23 | 27 | 19  | –   | –  | 46  | 26  | 37 | 37 | –  |
| Polska |     |     |     |    |     |     |     |     |     |     |     |     |     |    |    |    |     |     |    |     |     |    |    |    |
| Marcin Bachleda | –   | –   | –   | –  | 18  | 51  | –   | –   | 23  | 12  | 27  | 30  | 42  | –  | –  | –  | –   | 31  | 11 | 22  | 44  | 44 | 50 | 35 |
| Mateusz Cieślar | –   | –   | –   | –  | –   | –   | –   | –   | –   | –   | –   | –   | –   | –  | –  | –  | –   | –   | –  | –   | –   | –  | –  | 55 |
| Krystian Długopolski | –   | 24  | 27  | 31 | –   | –   | 24  | 49  | –   | –   | –   | 38  | 20  | 24 | 12 | 26 | 25  | 44  | 22 | 44  | 40  | –  | –  | 49 |
| Stefan Hula | –   | –   | –   | –  | 17  | 18  | –   | –   | –   | –   | –   | –   | –   | –  | –  | –  | –   | –   | –  | –   | –   | -  | –  | –  |
| Dawid Kowal | –   | –   | –   | –  | –   | –   | –   | –   | –   | –   | –   | –   | –   | 33 | 34 | 35 | 27  | –   | –  | –   | –   | –  | –  | 43 |
| Dawid Kubacki | –   | –   | –   | –  | –   | –   | –   | –   | –   | –   | –   | –   | –   | –  | –  | –  | –   | –   | –  | –   | –   | –  | –  | 26 |
| Robert Mateja | –   | –   | –   | –  | –   | –   | 15  | 27  | –   | –   | –   | 5   | 12  | –  | –  | –  | –   | –   | –  | –   | –   | 31 | 1  | 7  |
| Klemens Murańka | –   | –   | –   | –  | –   | –   | –   | –   | –   | –   | –   | –   | –   | –  | –  | –  | –   | –   | –  | –   | –   | –  | –  | 52 |
| Tomasz Pochwała | 48  | 44  | –   | 52 | –   | –   | –   | –   | dsq | 22  | dsq | –   | –   | –  | –  | –  | –   | 31  | 47 | –   | –   | –  | –  | 13 |
| Łukasz Rutkowski | –   | –   | –   | –  | –   | –   | –   | –   | –   | –   | –   | –   | –   | 35 | 32 | 29 | 30  | –   | –  | –   | –   | –  | –  | –  |
| Wojciech Skupień | 18  | 68  | –   | 5  | –   | –   | 10  | 9   | 1   | 6   | 15  | 13  | 35  | –  | –  | –  | –   | –   | –  | 39  | 39  | –  | –  | 61 |
| Kamil Stoch | –   | –   | –   | –  | 10  | 3   | –   | –   | –   | –   | –   | –   | –   | –  | –  | –  | –   | –   | –  | –   | –   | –  | –  | –  |
| Rafał Śliż | 2   | 2   | 10  | 19 | 30  | 40  | –   | –   | 11  | 17  | 23  | –   | –   | –  | –  | –  | –   | 36  | 26 | 41  | 25  | 51 | 18 | 58 |
| Tomisław Tajner | 62  | –   | 33  | 47 | –   | –   | –   | –   | –   | –   | –   | 36  | 24  | –  | –  | –  | –   | 7   | 12 | 43  | 47  | 46 | 32 | 17 |
| Wojciech Tajner | 57  | –   | 57  | –  | –   | –   | –   | –   | –   | –   | –   | –   | –   | 30 | 29 | 30 | 36  | –   | –  | –   | –   | –  | –  | 27 |
| Sebastian Toczek | –   | –   | –   | –  | –   | –   | –   | –   | –   | –   | –   | –   | –   | 34 | 28 | 22 | 32  | –   | –  | –   | –   | –  | –  | –  |
| Piotr Żyła | –   | 19  | 35  | –  | –   | –   | 25  | 22  | –   | –   | –   | –   | –   | –  | –  | –  | –   | –   | –  | –   | –   | –  | –  | –  |
| Rosja |     |     |     |    |     |     |     |     |     |     |     |     |     |    |    |    |     |     |    |     |     |    |    |    |
| Maksim Cubina | –   | –   | dsq | –  | –   | –   | –   | –   | –   | –   | –   | –   | –   | –  | –  | –  | –   | –   | –  | –   | –   | –  | –  | –  |
| Anton Kaliniczenko | –   | –   | dsq | 74 | –   | 64  | –   | –   | –   | –   | –   | –   | –   | –  | –  | –  | –   | –   | –  | –   | –   | –  | –  | –  |
| Pawieł Karielin | 65  | 63  | –   | 58 | 62  | 34  | 28  | 48  | –   | –   | –   | –   | –   | –  | –  | –  | –   | 6   | 13 | –   | –   | –  | –  | –  |
| Stanisław Oszczepkow | 71  | dsq | –   | –  | 65  | 68  | 61  | 58  | 30  | 21  | 24  | 39  | 46  | –  | –  | –  | –   | 46  | 49 | –   | –   | –  | –  | –  |
| Jewgienij Plechow | 46  | 34  | 44  | 31 | 64  | 62  | 32  | 33  | 31  | 27  | 42  | 22  | 26  | –  | –  | –  | –   | 3   | 20 | 50  | 48  | 41 | 47 | –  |
| Aleksiej Siłajew | 55  | 66  | 67  | 51 | 57  | –   | 68  | 73  | dns | 29  | 41  | –   | –   | –  | –  | –  | –   | –   | –  | –   | –   | –  | –  | –  |
| Rumunia |     |     |     |    |     |     |     |     |     |     |     |     |     |    |    |    |     |     |    |     |     |    |    |    |
| Andrei Balazs | 75  | 76  | 72  | 71 | –   | –   | –   | –   | –   | –   | –   | dns | –   | –  | –  | –  | –   | –   | –  | –   | –   | –  | –  | –  |
| Słowacja |     |     |     |    |     |     |     |     |     |     |     |     |     |    |    |    |     |     |    |     |     |    |    |    |
| Martin Mesík | –   | –   | –   | –  | 45  | 49  | –   | –   | –   | –   | –   | –   | –   | –  | –  | –  | –   | –   | –  | –   | –   | –  | –  | –  |
| Martin Šútor | –   | –   | –   | –  | 61  | 78  | 69  | 71  | –   | –   | –   | –   | –   | –  | –  | –  | –   | –   | –  | –   | –   | –  | –  | –  |
| Tomáš Zmoray | –   | –   | –   | –  | dsq | 74  | 72  | 70  | –   | –   | –   | –   | –   | –  | –  | –  | –   | –   | –  | –   | –   | –  | –  | –  |
| Słowenia |     |     |     |    |     |     |     |     |     |     |     |     |     |    |    |    |     |     |    |     |     |    |    |    |
| Jure Bogataj | –   | –   | –   | –  | –   | –   | 48  | 51  | –   | –   | –   | –   | –   | –  | –  | –  | –   | –   | –  | –   | –   | –  | –  | –  |
| Anže Damjan | –   | –   | –   | –  | –   | –   | 52  | 42  | –   | –   | –   | 40  | 13  | –  | –  | –  | –   | 27  | 32 | 13  | 43  | 13 | 42 | 22 |
| Robert Hrgota | 48  | 54  | 50  | 49 | 52  | 22  | 16  | 14  | –   | –   | –   | –   | –   | 3  | 31 | 17 | 31  | 21  | 31 | 38  | 28  | –  | –  | –  |
| Branko Iskra | –   | –   | –   | –  | –   | –   | –   | –   | –   | –   | –   | –   | –   | –  | –  | –  | –   | –   | –  | –   | –   | –  | –  | 50 |
| Jernej Košnjek | –   | –   | –   | –  | –   | –   | 23  | 29  | –   | –   | –   | –   | –   | –  | –  | –  | –   | –   | –  | –   | –   | –  | –  | –  |
| Primož Kozar | –   | –   | –   | –  | –   | –   | 57  | 54  | –   | –   | –   | –   | –   | –  | –  | –  | –   | –   | –  | –   | –   | –  | –  | –  |
| Matic Kramaršič | –   | –   | –   | –  | –   | –   | dsq | 30  | –   | –   | –   | –   | –   | –  | –  | –  | –   | –   | –  | –   | –   | –  | –  | –  |
| Robert Kranjec | –   | –   | –   | –  | 15  | 15  | –   | –   | –   | –   | –   | –   | –   | –  | –  | –  | –   | –   | –  | –   | –   | –  | –  | –  |
| Mitja Mežnar | 66  | 30  | 40  | 40 | –   | –   | 32  | 21  | –   | –   | –   | 16  | 27  | 21 | 25 | 21 | 22  | 36  | 13 | –   | –   | –  | –  | –  |
| Anže Obreza | 50  | 67  | 42  | 41 | –   | –   | 8   | 10  | –   | –   | –   | 32  | 25  | –  | –  | –  | –   | 49  | 29 | –   | –   | –  | –  | 41 |
| Primož Peterka | –   | –   | –   | –  | –   | –   | dns | –   | –   | –   | –   | 9   | 18  | 29 | 21 | 18 | 26  | –   | –  | 20  | 18  | 17 | 8  | 5  |
| Primož Pikl | –   | –   | –   | –  | 4   | 34  | –   | –   | –   | –   | –   | –   | –   | –  | –  | –  | –   | –   | –  | –   | –   | –  | –  | –  |
| Andraž Pograjc | –   | –   | –   | –  | –   | –   | –   | 43  | –   | –   | –   | –   | –   | –  | –  | –  | –   | –   | –  | –   | –   | –  | –  | –  |
| Jure Radelj | –   | –   | –   | –  | –   | –   | 14  | 17  | –   | –   | –   | 28  | 28  | –  | –  | –  | –   | dsq | 48 | –   | –   | –  | –  | 38 |
| Primož Roglič | 69  | 34  | 15  | 15 | 35  | 10  | 6   | 17  | –   | –   | –   | 6   | 22  | 1  | 2  | 15 | 8   | 33  | 30 | 5   | 22  | –  | –  | –  |
| Jure Šinkovec | –   | –   | –   | –  | 40  | 40  | 26  | 31  | –   | –   | –   | –   | –   | 26 | 14 | 32 | 20  | –   | –  | –   | –   | 11 | 16 | –  |
| Jurij Tepeš | 20  | 18  | 29  | 20 | 49  | 34  | 22  | 31  | –   | –   | –   | 11  | 19  | 6  | 7  | 14 | 4   | 48  | 41 | 24  | 15  | –  | –  | –  |
| Rok Urbanc | –   | –   | –   | –  | 12  | 26  | 1   | 1   | –   | –   | –   | –   | –   | –  | –  | –  | –   | –   | –  | –   | –   | 9  | 21 | 14 |
| Peter Žonta | –   | –   | –   | –  | 14  | 16  | 4   | 3   | –   | –   | –   | –   | –   | –  | –  | –  | –   | –   | –  | –   | –   | 1  | 2  | 56 |
| Primož Zupan | –   | –   | –   | –  | –   | –   | 32  | 33  | –   | –   | –   | –   | –   | –  | –  | –  | –   | –   | –  | –   | –   | –  | –  | –  |
| Stany Zjednoczone |     |     |     |    |     |     |     |     |     |     |     |     |     |    |    |    |     |     |    |     |     |    |    |    |
| Alan Alborn | 16  | 11  | 12  | 26 | –   | –   | –   | –   | –   | –   | –   | –   | –   | 15 | 24 | 19 | 16  | –   | –  | 7   | 10  | 43 | 28 | –  |
| Evan Bliss | –   | –   | –   | –  | –   | –   | –   | –   | –   | –   | –   | –   | –   | 39 | 39 | –  | –   | –   | –  | –   | –   | –  | –  | –  |
| Jeffrey Denney | –   | –   | –   | –  | dsq | 72  | –   | –   | –   | –   | –   | dsq | 54  | –  | –  | –  | –   | –   | –  | –   | –   | –  | –  | –  |
| Nicholas Fairall | –   | –   | –   | –  | –   | –   | –   | –   | –   | –   | –   | –   | –   | 40 | 35 | –  | –   | –   | –  | –   | –   | –  | –  | –  |
| Michael Glasder | –   | –   | –   | –  | –   | –   | –   | –   | –   | –   | –   | –   | –   | 31 | 36 | 37 | dns | –   | –  | –   | –   | –  | –  | –  |
| Anders Johnson | –   | –   | –   | –  | –   | –   | –   | –   | –   | –   | –   | –   | –   | 38 | 37 | 34 | 33  | –   | –  | –   | –   | 32 | 47 | –  |
| Clint Jones | dsq | 73  | 21  | 41 | –   | –   | –   | –   | 12  | 28  | 32  | –   | –   | 23 | 26 | 9  | 15  | –   | –  | 35  | 16  | 47 | 31 | –  |
| Chris Lamb | –   | –   | –   | –  | –   | –   | –   | –   | –   | –   | –   | –   | –   | 37 | 38 | –  | –   | –   | –  | –   | –   | –  | –  | –  |
| Kyle Lockhart | –   | –   | –   | –  | –   | –   | –   | –   | –   | –   | –   | –   | –   | 36 | 39 | –  | –   | –   | –  | –   | –   | –  | –  | –  |
| Szwajcaria |     |     |     |    |     |     |     |     |     |     |     |     |     |    |    |    |     |     |    |     |     |    |    |    |
| Sébastien Cala | –   | –   | –   | –  | 79  | 80  | –   | –   | –   | –   | –   | –   | –   | –  | –  | –  | –   | –   | –  | –   | –   | –  | –  | –  |
| Rémi Français | 54  | 49  | 33  | 43 | 69  | 68  | 66  | 65  | –   | –   | –   | –   | –   | –  | –  | –  | –   | –   | –  | –   | –   | –  | –  | –  |
| Marco Grigoli | –   | –   | –   | –  | dsq | 70  | –   | –   | –   | –   | –   | –   | –   | –  | –  | –  | –   | –   | –  | –   | –   | –  | –  | –  |
| Antoine Guignard | –   | –   | –   | –  | 56  | 57  | 54  | 54  | –   | –   | –   | dsq | 29  | –  | –  | –  | –   | 29  | 43 | 40  | 27  | –  | –  | –  |
| Michael Hollenstein | –   | –   | –   | –  | 72  | 71  | –   | –   | –   | –   | –   | –   | –   | –  | –  | –  | –   | –   | –  | –   | –   | –  | –  | –  |
| Tim Hug | –   | –   | –   | –  | 70  | 75  | –   | –   | –   | –   | –   | –   | –   | –  | –  | –  | –   | –   | –  | –   | –   | –  | –  | –  |
| Guido Landert | –   | –   | –   | –  | –   | –   | –   | –   | –   | –   | –   | –   | –   | –  | –  | –  | –   | –   | –  | –   | –   | –  | –  | 44 |
| Michael Möllinger | –   | –   | –   | –  | 6   | –   | –   | –   | –   | –   | –   | –   | –   | –  | –  | –  | –   | –   | –  | –   | –   | –  | –  | –  |
| Sven Rauber | –   | –   | –   | –  | 77  | dsq | –   | –   | –   | –   | –   | –   | –   | –  | –  | –  | –   | –   | –  | –   | –   | –  | –  | –  |
| Sandro Steiner | –   | –   | –   | –  | 73  | 67  | –   | –   | –   | –   | –   | –   | –   | –  | –  | –  | –   | 51  | 53 | –   | –   | –  | –  | 62 |
| Szwecja |     |     |     |    |     |     |     |     |     |     |     |     |     |    |    |    |     |     |    |     |     |    |    |    |
| Andreas Arén | 29  | 25  | 31  | 35 | 46  | 21  | dns | dns | –   | –   | –   | 24  | 31  | 28 | 19 | 8  | 11  | –   | –  | –   | –   | 45 | 46 | 4  |
| Fredrik Balkåsen | –   | –   | –   | –  | –   | –   | –   | –   | –   | –   | –   | –   | –   | –  | –  | –  | –   | –   | –  | 32  | 46  | –  | –  | –  |
| Johan Erikson | 35  | 12  | 8   | 11 | 25  | 19  | 30  | 16  | –   | –   | –   | 8   | 2   | 2  | 6  | 4  | 18  | 28  | 36 | –   | –   | 18 | 10 | 33 |
| Isak Grimholm | dsq | dsq | 35  | 13 | 27  | 38  | 18  | 24  | –   | –   | –   | 27  | 37  | 10 | 4  | 1  | 2   | –   | –  | –   | –   | 41 | 24 | 18 |
| Jakob Grimholm | 23  | 55  | 48  | 57 | 61  | 45  | 18  | 47  | –   | –   | –   | 33  | 41  | 20 | 18 | 12 | 23  | –   | –  | –   | –   | 26 | 28 | 53 |
| Carl Nordin | –   | –   | –   | –  | –   | –   | –   | –   | –   | –   | –   | –   | –   | –  | –  | –  | –   | –   | –  | 51  | 50  | –  | –  | –  |
| Turcja |     |     |     |    |     |     |     |     |     |     |     |     |     |    |    |    |     |     |    |     |     |    |    |    |
| Barış Demirci | –   | –   | –   | –  | –   | –   | –   | –   | –   | –   | –   | –   | –   | –  | –  | –  | –   | –   | –  | –   | –   | 52 | 52 | –  |
| Ukraina |     |     |     |    |     |     |     |     |     |     |     |     |     |    |    |    |     |     |    |     |     |    |    |    |
| Wołodymyr Boszczuk | 41  | 60  | 54  | 60 | 58  | 44  | 42  | 57  | –   | –   | –   | –   | –   | –  | –  | –  | –   | –   | –  | –   | –   | –  | –  | 24 |
| Ołeksandr Łazarowycz | 26  | 75  | 60  | 63 | 66  | 60  | 50  | 64  | –   | –   | –   | –   | –   | –  | –  | –  | –   | –   | –  | –   | –   | –  | –  | 47 |
| Witalij Szumbareć | 62  | 37  | 39  | 62 | 63  | 63  | 52  | 60  | –   | –   | –   | –   | –   | –  | –  | –  | –   | –   | –  | –   | –   | –  | –  | 20 |
| Węgry |     |     |     |    |     |     |     |     |     |     |     |     |     |    |    |    |     |     |    |     |     |    |    |    |
| Dénes Pungor | –   | –   | –   | –  | –   | –   | dsq | 75  | –   | –   | –   | –   | –   | –  | –  | –  | –   | –   | –  | –   | –   | –  | –  | –  |
| Włochy |     |     |     |    |     |     |     |     |     |     |     |     |     |    |    |    |     |     |    |     |     |    |    |    |
| Marco Beltrame | –   | –   | –   | –  | 78  | 79  | 64  | 72  | –   | –   | –   | 52  | 55  | –  | –  | –  | –   | –   | –  | –   | –   | –  | –  | –  |
| Alessio Bolognani | –   | –   | –   | –  | 31  | 50  | –   | –   | –   | –   | –   | –   | –   | –  | –  | –  | –   | –   | –  | –   | –   | –  | –  | –  |
| Stefano Chiapolino | –   | –   | –   | –  | 80  | 81  | 71  | dsq | –   | –   | –   | 53  | 56  | –  | –  | –  | –   | –   | –  | –   | –   | –  | –  | –  |
| Sebastian Colloredo | –   | –   | –   | –  | –   | –   | –   | –   | –   | –   | –   | 35  | 30  | –  | –  | –  | –   | –   | –  | –   | –   | –  | –  | –  |
| Alessio De Crignis | –   | –   | –   | –  | –   | –   | –   | –   | –   | –   | –   | dns | dns | –  | –  | –  | -   | –   | –  | –   | –   | –  | –  | –  |
| Roberto Dellasega | –   | –   | –   | –  | –   | –   | –   | –   | –   | –   | –   | 48  | 51  | –  | –  | –  | –   | –   | –  | –   | –   | –  | –  | –  |
| Michele Liva | –   | –   | –   | –  | –   | –   | 69  | 67  | –   | –   | –   | 34  | 40  | –  | –  | –  | –   | –   | –  | –   | –   | –  | –  | –  |
| Andrea Morassi | –   | –   | –   | –  | –   | –   | –   | –   | –   | –   | –   | 3   | 1   | –  | –  | –  | –   | –   | –  | –   | –   | –  | –  | –  |
| Simone Morassi | –   | –   | –   | –  | 71  | 73  | 65  | 69  | –   | –   | –   | 49  | 44  | –  | –  | –  | –   | –   | –  | –   | –   | –  | –  | –  |
| 1-3 4-30 poniżej 30 dns – Zawodnik zgłoszony do konkursu nie wystartował dsq – Zawodnik zdyskwalifikowany - – Zawodnik nie zgłoszony do konkursu |     |     |     |    |     |     |     |     |     |     |     |     |     |    |    |    |     |     |    |     |     |    |    |    |

## Klasyfikacja generalna
Klasyfikacja końcowa(po 24 / 24 konkursach)
| Miejsce | Zawodnik            | Występy | Punkty | Strata do lidera |
| ------- | ------------------- | ------- | ------ | ---------------- |
| 1.      | Balthasar Schneider | 16      | 702    | 0                |
| 2.      | Morten Solem        | 16      | 700    | -2               |
| 3.      | Stefan Thurnbichler | 19      | 692    | -10              |
| 4.      | Roland Müller       | 21      | 585    | -117             |
| 5.      | Arthur Pauli        | 10      | 521    | -181             |
| 6.      | Bastian Kaltenböck  | 16      | 498    | -204             |
| 7.      | Johan Erikson       | 19      | 449    | -253             |
| 8.      | Primož Roglič       | 18      | 444    | -258             |
| 9.      | Thomas Lobben       | 19      | 432    | -270             |
| 10.     | Daniel Lackner      | 20      | 425    | -277             |
| ...     |                     |         |        |                  |